# Samopše
Samopše település Csehországban, a Kutná Hora-i járásban. Samopše Úžice, Sázava, Ledečko és Rataje nad Sázavou településekkel határos. Lakosainak száma 190 fő (2024. január 1.).

## Népesség
A település lakosságának változását az alábbi diagram mutatja:
| Lakosok száma | 618  | 608  | 492  | 323  | 210  | 112  | 154  | 162  | 180  | 190  |
|               | 1869 | 1890 | 1921 | 1950 | 1980 | 2001 | 2017 | 2019 | 2022 | 2024 |